# Степова Новоселівка
Степова Новосе́лівка — село в Україні, у Петропавлівській сільській громаді Куп'янського району Харківської області. Населення становить 30 осіб. До 2020 орган місцевого самоврядування— Ягідненська сільська рада.

## Географія
Село Степова Новоселівка знаходиться на відстані 2 км від сіл Іванівка та Кислівка. Поруч проходять автомобільна дорога Н26 і залізниця, станція Шапарівка.

## Історія
- 1890 — дата заснування.
- 12 червня 2020 року, відповідно до Розпорядження Кабінету Міністрів України  № 725-р «Про визначення адміністративних центрів та затвердження територій територіальних громад Харківської області», увійшло до складу Петропавлівської сільської громади[1].
- 19 липня 2020 року, в результаті адміністративно - територіальної реформи та ліквідації колишнього Куп'янського району, село увійшло до складу Куп'янського району Харківської області[2].

## Населення

### Мова
Розподіл населення за рідною мовою за даними перепису 2001 року:
| Мова       | Кількість | Відсоток |
| ---------- | --------- | -------- |
| українська | 20        | 66.67%   |
| російська  | 10        | 33.33%   |
| Усього     | 30        | 100%     |

## Економіка
- Молочно-товарна ферма.